# Sonate per violoncello (Vivaldi)
Antonio Vivaldi ha composto diverse sonate per violoncello e basso continuo. Sei di esse, composte tra il 1720 ed il 1730, furono pubblicate a Parigi nel 1740 da Leclerc e Boivin. Altre due sono conservate manoscritte al Conservatorio di Napoli (RV 39 e RV 44) ed un'altra in un manoscritto nel castello di Wiesentheid (RV 42). È nota l'esistenza di una decima sonata, in re minore (RV 38), che è andata perduta.
Queste sonate sono costituite dai 4 movimenti delle tipiche sonate tardobarocche. I tempi si presentano in forma lento - veloce - lento - veloce.

La sonata per violoncello era un genere in voga nell'ambiente veneziano dell'epoca; poco prima di Vivaldi, anche Benedetto Marcello aveva scritto sei sonate per violoncello in uno stile non dissimile da quello del Prete Rosso. Scrive Eleanor Selfridge-Field: «la spinta a scrivere queste opere in età così avanzata venne forse a Vivaldi dalla generale popolarità delle sonate per violoncello degli anni '30 del Settecento, o magari dall'esempio specifico di Marcello, autore di due raccolte di sonate per violoncello pubblicate in quel decennio».

## Le sonate e i movimenti

### Pubblicate a Parigi, senza numero di opus (Leclerc e Boivin, 1740)
Queste sonate vengono talvolta impropriamente indicate come op. 14.
- Sonata n. 1 in si bemolle maggiore RV 47

Largo
Allegro
Largo
Allegro
- Sonata n. 2 in fa maggiore RV 41

Largo
Allegro
Largo
Allegro
- Sonata n. 3 in la minore RV 43

Largo
Allegro
Adagio
Allegro
- Sonata n. 4 in si bemolle maggiore RV 45

Largo
Allegro
Largo
Allegro
- Sonata n. 5 in mi minore RV 40

Largo
Allegro
Largo
Allegro
- Sonata n. 6 in si bemolle maggiore RV 46

Preludio: Largo
Allemanda: Allegro
Largo
Corrente: Allegro

### Fuori dalle raccolte a stampa
- Sonata n. 7 in la minore RV 44

Largo
Allegro poco
Largo
Allegro
- Sonata n. 8 in mi bemolle maggiore RV 39

Larghetto
Allegro
Andante
Allegro
- Sonata n. 9 in sol minore RV 42

Preludio: Largo
Allemanda: Andante
Sarabanda: Largo
Giga: Allegro
- Sonata in re minore, RV 38

Perduta